# فرودگاه ایکی
فرودگاه ایکی (به انگلیسی: Iki Airport) یک فرودگاه همگانی با کد یاتا IKI است که یک باند فرود آسفالت دارد و طول باند آن ۱۲۰۰ متر است. این فرودگاه در شهر ایکی، ناگازاکی کشور ژاپن قرار دارد .